# Чемпіонат України з боксу 2012
XXI Чемпіонат України з боксу серед чоловіків — головне змагання боксерів-любителів в Україні, організоване Федерацією боксу України, що відбулося з 20 по 26 жовтня 2012 року в Донецьку у приміщенні легкоатлетичного манежу Донецького національного технічного університету. В турнірі взяли участь 184 боксери, що боролися за нагороди у 10 вагових категоріях.

## Медалісти
| Категорія:                         | Золото:            | Срібло:              | Бронза:                           |
| Перша найлегша вага (до 49 кг)     | Назар Куротчин     | Віктор Денисов       | Денис Козарук Максим Чулячеєв     |
| Найлегша вага (до 52 кг)           | Олександр Шепелюк  | Денис Шкарубо        | Емір-Асан Небієв Денис Ящук       |
| Легша вага (до 56 кг)              | Микола Буценко     | Іван Ільницький      | Олег Прудкий Юрій Шестак          |
| Легка вага (до 60 кг)              | Павло Іщенко       | Дмитро Черняк        | Руслан Струк Дмитро Карташов      |
| Перша напівсередня вага (до 64 кг) | В'ячеслав Кісліцин | Володимир Матвійчук  | Василь Поліщук Олег Неклюдов      |
| Напівсередня вага (до 69 кг)       | Євген Барабанов    | Віталій Константинов | Олександр Стрецький Денис Лазарєв |
| Середня вага (до 75 кг)            | Дмитро Митрофанов  | Максим Коц           | Іван Голуб Іван Нестеренко        |
| Напівважка вага (до 81 кг)         | Олександр Ганзуля  | Дмитро Булгаков      | Сергій Жук Сергій Лапін           |
| Важка вага (до 91 кг)              | Денис Пояцика      | Олександр Тесленко   | Іван Юхта Олексій Жук             |
| Надважка вага (більше 91 кг)       | Дмитро Руденький   | Ростислав Архипенко  | Володимир Кацук Єгор Плевако      |